# Próba Flacka
Próba Flacka, zwana także próbą bezdechu dowolnego – próba stosowana w diagnostyce wydolności układu krążeniu u człowieka, obecnie o znaczeniu historycznym.
W warunkach prawidłowej fizjologii, u człowieka, czas dowolnego bezdechu wynosi około 20 sekund po wydechu oraz około 40–45 sekund po dokonanym wdechu. Wartości te ulegają znacznemu skróceniu w przypadkach niewydolności krążenia. Należy jednak podkreślić, że próba jest subiektywna i zależy od stopnia wytrenowania czy stanu psychicznego badanej osoby.
Nazwa eponimiczna upamiętnia angielskiego fizjologa Martina Flacka, który ją opracował w 1923 roku.